# Chiangrai United Football Club
Maillots
Actualités
Le Chiangrai United Football Club (en thaï : สโมสรฟุตบอลเชียงราย ยูไนเต็ด), plus couramment abrégé en Chiangrai United, est un club thaïlandais de football fondé en 2009 et basé dans la ville de Chiang Rai, dans la province de Chiang Rai.

## Histoire
Fondé en 2009, le club débute en Ligue Régionale Nord, le troisième niveau du championnat en Thaïlande. Il obtient deux promotions en deux saisons : la première à l'issue de la saison 2009 où il parvient à accéder en Division 1 et la seconde l'année suivante où sa 3e place lui offre une place en Premier League.
Sa première saison parmi l'élite est assez bonne puisque le club termine à la dixième place du classement.

## Palmarès
| \| - Championnat de Thailande (1) : - Vainqueur : 2019. - Coupe de Thaïlande (3) : - Vainqueur : 2017, 2018, 2020-21. \| \| - Coupe de la Ligue de Thaïlande (1) : - Vainqueur : 2018. - Finaliste : 2017. - Supercoupe de Thaïlande (1) : - Vainqueur : 2018. \| |  | |
| - Championnat de Thailande (1) : - Vainqueur : 2019. - Coupe de Thaïlande (3) : - Vainqueur : 2017, 2018, 2020-21. |  | - Coupe de la Ligue de Thaïlande (1) : - Vainqueur : 2018. - Finaliste : 2017. - Supercoupe de Thaïlande (1) : - Vainqueur : 2018. |

## Infrastructures

### Stades
Le stade de l'Université Mae Fah Luang, accueille les matchs du club de 2009 à 2012, d'une capacité de 3 346 spectateurs.
Depuis la saison 2012, le club évolue dans le stade Singha, d'une capacité de 11 354 spectateurs, situé à Chiang Rai. Le club de football est le propriétaire de ce nouveau stade.

## Personnalités du club

### Entraîneurs
| Rang | Nom                          | Période   |
| ---- | ---------------------------- | --------- |
| 1    | Sarith Wutchuay              | 2009      |
| 2    | Thawatchai Damrong-Ongtrakul | 2009      |
| 3    | Apisit Im-Ampai              | 2009-2010 |
| 4    | Kajohn Punnaves              | 2010      |
| 5    | Rungsimun Songkrohtham       | 2010      |

| Rang | Nom                  | Période   |
| ---- | -------------------- | --------- |
| 6    | Stefano Cugurra Teco | 2010-2013 |
| 7    | Henk Wisman          | 2013      |
| 8    | Anurak Srikerd       | 2013      |
| 9    | Teerasak Po-on       | 2013-2016 |
| 10   | Alexandre Gama       | 2016-2018 |

| Rang | Nom                     | Période   |
| ---- | ----------------------- | --------- |
| 11   | Jose Alves Borges       | 2018-2019 |
| 12   | Ailton dos Santos Silva | 2019      |
| 13   | Masami Taki             | 2019-2020 |
| 14   | Emerson Pereira         | 2020-2022 |
| 15   | Gabriel Magalhães       | 2022-2024 |
| 16   | Xavier Moro             | 2024      |